# Ana Guevara
Ana Gabriela Guevara (Ana) Espinoza (Nogales, 4 maart 1977) is een Mexicaanse politica en voormalige atlete, die was gespecialiseerd in de lange sprint. Naast de 400 m kwam ze in het begin van haar atletiekcarrière ook uit op de 800 m. Ze is drievoudig Mexicaans kampioene op de 400 m en de 800 m. Haar grootste succes behaalde ze door bij de wereldkampioenschappen van 2003 in Parijs kampioene te worden op de 400 m.

## Loopbaan
Haar eerste grote internationale wedstrijd waren de wereldkampioenschappen voor junioren in 1996. Daar werd Guevara op de 400 m in de halve finale uitgeschakeld en werd zij met een tijd van 55,24 s zevende. Dat jaar won ze op de 400 m een zilveren medaille bij de Centraal-Amerikaanse en Caraïbische jeugdkampioenschappen in San Salvador.
Guevara behaalde in 2000 een vijfde plaats op de Olympische Spelen van Sydney. Hierna begon ze de 400 meter-wedstrijden te domineren. In 2002 won ze alle twaalf wedstrijden waaraan ze deelnam. Samen met Félix Sánchez won ze in 2001 de Golden League. Dat jaar behaalde ze ook brons op de WK in Edmonton.
Op de Olympische Spelen van Athene in 2004 was Ana Guevara favoriete voor de gouden medaille. Na een spannende wedstrijd moest ze zich echter tevreden stellen met zilver. Olympisch kampioene werd de Bahamaanse Tonique Williams-Darling. Ook kwam ze in Athene uit op de 4 × 400 m estafette, waar ze ondanks een nieuw Mexicaans record van 3.27,88 met haar teamgenotes Liliana Allen, Mayra Gonzalez en Magali Yanez werd uitgeschakeld in de kwalificatieronde.
Op de WK van 2007 in Osaka viste ze met een vierde plaats (50,16) net achter de medailles. Eerder dat jaar won ze in juli goud op de Pan-Amerikaanse Spelen in Rio de Janeiro. Op de 4 × 400 m estafette won ze met haar teamgenotes Maria Teresa Rugerio, Gabriela Medina en Zudykey Rodriguez een zilveren medaille.
Op 16 januari 2008 maakte de 30-jarige Mexicaanse atlete bekend per direct met atletiek te stoppen. Ze verklaarde er een punt achter te zetten, omdat er te veel corruptie is in het atletiekmilieu.

## Politieke carrière
Na het beëindigen van haar loopbaan als atlete benoemde Marcelo Ebrard haar in 2008 tot coördinator  sportzaken in de regering van Mexico-Stad. In 2009 verloor ze namens de PRD de burgemeestersverkiezingen van Miguel Hidalgo. In 2012 werd Guevara namens dezelfde partij verkozen als senator. In 2018 werd Guevara namens de Partij van de Arbeid verkozen tot afgevaardigde. Drie maanden later benoemde president López Obrador haar tot directeur van de Nationale Sportcommissie.

## Titels
- Wereldkampioene 400 m - 2003
- Ibero-Amerikaanse kampioene 400 m - 1998
- Mexicaans kampioene 400 m - 1998, 1999, 2000
- Mexicaans kampioene 800 m - 1998, 1999, 2000

## Persoonlijke records
Outdoor
| Onderdeel | Prestatie | Datum            | Plaats      |
| --------- | --------- | ---------------- | ----------- |
| 300 m     | 35,30 s   | 3 mei 2003       | Mexico-Stad |
| 400 m     | 48,89 s   | 27 augustus 2003 | Parijs      |
| 800 m     | 2.01,12   | 19 augustus 1998 | Maracaibo   |

Indoor
| Onderdeel | Prestatie | Datum           | Plaats    |
| --------- | --------- | --------------- | --------- |
| 400 m     | 50,94 s   | 7 februari 1999 | Stuttgart |

## Palmares

### 400 m
Kampioenschappen
- 1998:  Centraal-Amerikaanse en Caraïbische Spelen - 51,32 s
- 1999:  Pan-Amerikaanse Spelen - 50,91 s
- 1999: 4e WK indoor - 51,55 s
- 2000: 5e Grand Prix Finale - 51,22 s
- 2000: 5e OS - 49,96 s
- 2001:  Goodwill Games - 50,32 s
- 2001:  WK - 49,97 s
- 2002:  Wereldbeker - 49,56 s
- 2002:  Grand Prix Finale - 49,90 s
- 2002:  Centraal-Amerikaanse en Caraïbische Spelen - 51,87 s
- 2003:  Pan-Amerikaanse Spelen - 50,36 s
- 2003:  WK - 48,89 s
- 2003:  Wereldatletiekfinale - 49,34 s
- 2004:  OS - 49,56 s
- 2004:  Wereldatletiekfinale - 50,13 s
- 2005:  WK - 49,81 s
- 2006:  Centraal-Amerikaanse en Caraïbische Spelen - 50,99 s
- 2007:  Pan-Amerikaanse Spelen - 50,34 s
- 2007: 4e WK - 50,16 s

Golden League-podiumplekken
- 2000:  Memorial Van Damme – 50,21 s
- 2001:  Herculis – 50,84 s
- 2002:  Bislett Games – 50,45 s
- 2002:  Meeting Gaz de France – 50,00 s
- 2002:  Golden Gala – 49,51 s
- 2002:  Herculis – 49,25 s
- 2002:  Weltklasse Zürich – 49,16 s
- 2002:  Memorial Van Damme – 49,69 s
- 2002:  ISTAF – 49,91 s
- 2003:  Weltklasse Zürich – 49,11 s
- 2004:  Golden Gala – 49,74 s
- 2004:  Weltklasse Zürich – 50,18 s
- 2004:  Memorial Van Damme – 49,95 s
- 2004:  ISTAF – 49,53 s
- 2005:  Meeting Gaz de France – 50,44 s
- 2005:  Golden Gala – 50,62 s

### 800 m
- 1996:  Centraal-Amerikaanse en Caraïbische jeugdkamp. - 2.09,80
- 1998:  Centraal-Amerikaanse en Caraïbische Spelen - 2.01,12
- 1998:  Ibero-Amerikaanse kamp. - 2.01,55

### 4 x 400 m estafette
- 2002:  Wereldbeker - 3.23,53
- 2006:  Centraal-Amerikaanse en Caraïbische Spelen - 3.29,92
- 2007:  Pan-Amerikaanse Spelen - 3.27,75